# Gebelikatran, Kangal
Gebelikatran là một xã thuộc huyện Kangal, tỉnh Sivas, Thổ Nhĩ Kỳ. Dân số thời điểm năm 2011 là 11 người.